# 王植
王 植（おう しょく）は、中国の通俗歴史小説『三国志演義』に登場する架空の人物。
関羽の千里行で登場する滎陽太守。先の東嶺関守将孔秀、洛陽守将の孟坦、韓福、沂水関の卞喜を斬り、関所破りを続ける関羽に対して、王植は計略で関羽を暗殺することを決意。部下の従事胡班に関羽のいる館の焼き討ちを命じる。
しかし胡班は、父である胡華よりの手紙を関羽から受け取ると、暗殺するはずだった関羽にこの事を密告してしまう。事の真実を知った関羽は驚き、胡班の手引きにより、劉備の夫人たちを連れて滎陽城を後にした。しかし、気付いた王植が追撃してきたため戦闘になり、迎え撃った関羽の一撃に胴を両断されて果てた。

## 注
1. ↑  滎陽は河南尹に属する1県でしかないため、「滎陽太守」という地位は実際には存在しない。郡太守級であれば河南尹、滎陽県の長であれば滎陽県令または県長でなければならない。これは、同じく関羽の千里行で登場する「洛陽太守」韓福についても、同様である。